# ريتشارد دوهرتي
ريتشارد دوهرتي (بالإنجليزية: Richard Doherty)‏ هو كاتب بريطاني، ولد في 19 مايو 1948.